# Mallenahalli, Tumkur
Mallenahalli là một làng thuộc tehsil Tumkur, huyện Tumkur, bang Karnataka, Ấn Độ.